# Utz (romanzo)
Utz è un romanzo breve di Bruce Chatwin, il suo ultimo, scritto nel 1988. Utz è stato scritto un anno prima della morte dello scrittore inglese, quando questi era già molto malato.
Il romanzo è stato tra i finalisti del Booker Prize del 1988, e da esso è stato tratto un film omonimo nel 1992.

## Trama
Il libro si apre con i funerali del protagonista Kaspar Utz il 10 marzo 1974, in una Praga “normalizzata” pochi anni dopo l'invasione sovietica. La storia viene poi raccontata a ritroso: la voce narrante, che si potrebbe identificare con quella dello stesso autore, racconta la vita di Utz a partire dall'esperienza dell'incontro personale fra i due nell'estate 1967, poco prima della Primavera di Praga.
Il narratore arrivò nella capitale della Cecoslovacchia per un articolo sull'Imperatore Rodolfo II d'Asburgo, e venne subito indirizzato a Kaspar Utz, conosciuto come grande collezionista di porcellana di Meissen. La vita di un collezionista era un incubo in un paese che aveva abolito la proprietà privata, dato che il confine tra questa e il possesso personale era piuttosto labile.
Esponente della piccola nobiltà di lingua tedesca, Utz era riuscito a attraversare indenne con la propria collezione l'occupazione nazista, anche se era stato arrestato e interrogato dalla Gestapo. Dopo la guerra il nuovo governo comunista gli aveva proposto un compromesso: la possibilità di tenere la sua preziosa collezione in cambio della catalogazione e dell'assicurazione che alla sua morte il prezioso materiale sarebbe finito al museo statale.
Ogni anno Utz riusciva a recarsi all'estero per un ciclo di bagni termali a Vichy, e tornava sempre a casa tra lo stupore degli occidentali, che non potevano comprendere perché non ne approfittasse per emigrare. 
(Utz, p. 77)
In bilico tra fastidio per il regime comunista e disgusto per il materialismo occidentale, il protagonista rimane tutta la vita in patria. Il narratore viene introdotto alla sua preziosissima collezione, tramite il racconto della relazione tra reinvenzione della porcellana a Dresda (in precedenza era una formula cinese) e pratica alchemica.
Il narratore viene a sapere della morte di Utz tramite il biglietto di un amico del collezionista, Orlík. Solo una quindicina di anni più tardi riesce a tornare a Praga, si mette in contatto con Orlík e da lui ottiene tutti gli elementi per comprendere finalmente la storia di Utz nella giusta prospettiva.
Nel 1952 aveva sposato la propria domestica Martha per evitare di essere sfrattato verso un appartamento più piccolo che non poteva ospitare la collezione; aveva continuato ad avere rapporti occasionali con donne soprattutto del mondo dello spettacolo finché l'età e la costanza di Martha, vissuta sempre come sua governante, non l'avevano avuta vinta. Inoltre, durante gli annuali viaggi in Francia lavorava probabilmente come intermediario del regime per vendere preziose collezioni di porcellana e procurare valuta forte.
Ma ciò che stuzzica la fantasia del narratore è il fatto che la collezione è scomparsa nel nulla alla sua morte. All'iniziale sospetto che Utz l'abbia distrutta sentendosi vicino alla morte per evitare che cadesse nelle grigie mani dei burocrati di regime, s'insinua la prospettiva di una scelta condivisa con Marta, col comune intento di una vita coniugale finalmente piena e libera da tali distrazioni materiali. Ad ogni modo, questa curiosità porterà l'uomo a seguire le tracce degli ultimi giorni di Utz e di sua moglie a Praga e poi anche in campagna.

## Critica
In Utz troviamo analisi psicologica, erudizione, malinconia, ma anche una profonda riflessione sulla storia, uno scavo nell'animo umano e una malinconia quasi compassionevole e ancor più toccante se si tiene presente che viene dalla penna di un Chatwin molto malato che a 48 anni era già vicino alla morte.
"Si tratta di un uomo che si è rovinato la vita aggrappandosi alla sua meravigliosa collezione di statuine di Meissen tra gli orrori della seconda guerra mondiale e i primi anni dello stalinismo", riassumeva Chatwin a un amico, mentre stava ancora scrivendo il romanzo. "È rimasto intrappolato perché non può mai lasciare la collezione che gli ha rovinato la vita."
La mania del collezionismo, l'attaccamento morboso alle lucide statuette, che si associano nella mente di Utz ad un mondo ormai irreversibilmente perduto, gli permettono tuttavia di rivivere, quantomeno nella sua immaginazione, nello splendore di una corte neo-classica (ad imitazione del suo modello, incarnato da Augusto II il Forte), ergendosi contro la barbarie culturale di due regimi, quello nazista e quello sovietico, a cui il vero Utz deve sopravvivere e a cui è miseramente sottoposto.
E la sorte delle statuette è un giallo risolto in un epilogo ("Ja! Ich bin die Baronin von Utz") malinconico e inatteso che aggiunge un'altra nota agrodolce all'atmosfera del romanzo, sapientemente soffusa e costruita pagina dopo pagina.
Secondo la scrittrice Susannah Clapp, l'ispirazione sarebbe venuta a Chatwin dalla conoscenza di un vero collezionista cecoslovacco di porcellana Meissen, del quale l'autore aveva avuto notizia da Kate Foster della casa d'aste Sotheby's, e che era di conseguenza andato a incontrare a Praga. Le caratteristiche della biografia di quest'uomo sarebbero state interamente trasferite su Utz: i problemi con le autorità, la collezione scomparsa, il matrimonio con la donna di servizio.
Nel 1967 Bruce Chatwin, in veste di esperto di Sotheby's, si recò infatti a Praga per incontrare un grande collezionista di nome Rudolph Just. L'incontro durò solo una giornata e i due non si videro mai più. Just morì a metà degli anni settanta, e la sua  collezione venne invece ritrovata nel 2001.

## Edizioni
- Bruce Chatwin, Utz, traduzione di Dario Mazzone, Adelphi, 1989, ISBN 88-459-0724-4.